# Bigo Live
Bigo Live 是一个社交網路直播平台，由总部位于新加坡的 BIGO Technology 所有，   该公司由李学凌（David Li）和 胡建强（Jason Hu）于 2014 年创立。2019 年，JOYY完成了对BIGO Technology的收购。  
BIGO Technology 开发了专有的人工智能和机器学习技术，并将其运用到应用程序中。其中，人工智能技术可用于增强直播间的用户参与和体验。 
用户可以通过赠送虚拟礼物来支持自己喜欢的主播 ，受欢迎的主播可以以此谋生，甚至有些主播将直播作为自己的全职工作。</link> 除了直播产品Bigo Live, BIGO Tech也拥有短视频创作和分享平台Likee 。   

## 发展历史
2014年，BIGO在新加坡成立。2016年3月，Bigo Live上线，适用于iOS和Android操作系统。上线一个月后，Bigo Live就荣登泰国免费APP榜首。
2019年3月，纳斯达克上市公司JOYY Inc.完成对BIGO Technology的收购。
2019年11月，该公司的应用在全球的月活跃用户达到了超过3.5亿。
2021年，第二季度平均月活跃用户数达2950万。
2020年3月，根据应用内购买总收入统计，Bigo Live在美国流媒体应用排行榜上排名第6位，全球排名第5位。
2020年5月，Bigo Live与在线安全解决方案Bark建立了合作伙伴关系，以确保儿童的在线安全。
2020年12月，Bigo Live宣布与特雷弗计划 (The Trevor Project)建立合作伙伴关系，后者是世界上最大的针对LGBTQ青少年的自杀预防和危机干预组织。
2021年初，Bigo Live在150多个国家/地区拥有4亿用户。
截至2019年11月，该公司应用程序的全球月活跃用户已超过3.5亿。
2021年，根据App Annie发布的2021年消费支出排名，Bigo Live在社交应用中排名前两位。

## 争议
2020年6月，印度政府禁止了BIGO以及其他58个可能存在中国关系的应用程序，理由是数据和隐私问题，并表示这对该国的主权和国家安全构成威胁。外界猜测，2020年印度和中国之间的边境紧张局势可能也在禁令中发挥了作用。
2020年7月，巴基斯坦政府封禁了新加坡直播产品Bigo Live，并对TikTok和YouTube有关不道德、淫秽和低俗的不当内容发出警告。巴基斯坦电信管理局表示，这两个平台上的内容可能对社会一般和年轻人特别造成“极为负面的影响”，没有详细说明。然而，巴基斯坦电信管理局宣布于2020年7月30日解除了禁令。
2021年6月13日，孟加拉国警方的刑事调查局逮捕了五名人，其中包括BIGO的运营经理（一名中国国籍），他们涉嫌参与洗钱和勒索。他们被控违反《反洗钱法》、《数字安全法》和《色情制品预防法》。